# Laura San Giacomo
Laura A. San Giacomo (Hoboken, New Jersey, 14 november 1962) is een Amerikaans actrice.
San Giacomo werd vooral bekend als Maya Gallo in de comedyserie Just Shoot Me!. Ze brak in 1989 door toen ze Cynthia Patrice Bishop speelde in de film Sex, Lies, and Videotape. Een andere rol is die als Kit De Luca, de vriendin van Julia Roberts in Pretty Woman. Daarna was ze te zien als onder meer Nadine Cross in Stephen Kings The Stand, als Nina in Nina Takes a Lover en als Flo Applebaum in Checking Out. San Giacomo speelde van 2007 tot en met 2010 Rhetta Rodriguez in de dramaserie Saving Grace.
Tussen 1990 en 1998 was San Giacomo getrouwd met acteur Cameron Dye. Ze trouwde in 2000 met acteur Matt Adler.

## Filmografie
- Spencer: For Hire Televisieserie - Sharon (Afl., On the Night He Was Betrayed, 1987|Consilum Abditum, 1987)
- Crime Story Televisieserie - Theresa Farantino (Afl., Protected Witness, 1988)
- Miles from Home (1988) - Sandy (Niet op aftiteling)
- Sex, Lies, and Videotape (1989) - Cynthia Patrice Bishop
- The Equalizer Televisieserie - Trudy Collins (Afl., The Caper, 1989)
- Miami Vice Televisieserie - Tania Louis (Afl., Leap of Faith, 1989)
- Pretty Woman (1990) - Kit De Luca
- Vital Signs (1990) - Lauren Rose
- Quigley Down Under (1990) - Crazy Cora
- Once Around (1991) - Jan Bella
- Under Suspicion (1991) - Angeline
- Where the Day Takes You (1992) - De interviewster
- For Their Own Good (Televisiefilm, 1993) - Jo Mandell
- The Stand (Mini-serie, 1994) - Nadine Cross
- Nina Takes a Lover (1994) - Nina
- Stuart Saves His Family (1995) - Julia
- Fallen Angels Televisieserie - Peggy (Afl., Fly Paper, 1995)
- The Right to Remain Silent (Televisiefilm, 1996) - Nicole Savita
- Gargoyles Televisieserie - Fox/Janine Renard (Afl., Future Tense, 1995, niet op aftiteling|City of Stone: Part 1, 1995, niet op aftiteling|The Gathering: Part 2, 1996, niet op aftiteling)
- Gargoyles: The Goliath Chronicles Televisieserie - Fox (Afl., For It May Come True, 1996, niet op aftiteling, stem)
- The Apocalypse (1997) - Goad
- Suicide Kings (1997) - Lydia
- Gargoyles: Brothers Betrayed (Video, 1998) - Fox (Stem)
- Stories from My Childhood Televisieserie - Bandit Girl (Afl., The Snow Queen, 1998, stem)
- With Friends Like These... (1998) - Joanne Hersh
- Batman Beyond Televisieserie - Freon/Mary Michaels (Afl., Heroes, 1999, stem)
- Eat Your Heart Out (2000) - Jacqueline Fosburg
- Sister Mary Explains It All (Televisiefilm, 2001) - Angela DiMarco
- Jenifer (Televisiefilm, 2001) - Jenifer Estess
- The Electric Piper (Televisiefilm, 2003) - Mrs. Robinson (Stem)
- A House on a Hill (2003) - Gaby
- Just Shoot Me! Televisieserie - Maya Gallo (149 afl., 1997-2003)
- The Handler Televisieserie - Karen (Afl., Homewrecker's Ball, 2003)
- Snapped Televisieserie - Vertelster (Afl. onbekend, 2004)
- Checking Out (2005) - Flo Applebaum
- Havoc (2005) - Joanna Lang
- Related Televisieserie - Ann Sorelli (Afl., Pilot, 2006)
- Veronica Mars Televisieserie - Harmony Chase (Afl., Charlie Don't Surf, 2006|Hi, Infidelity, 2006|Of Vice and Men, 2006)
- Saving Grace Televisieserie - Rhetta Rodriguez (13 afl., 2007)
- Hurricane Mary (2008) - Joanna Malloy (Pre-productie)
- NCIS Televisieseries - Dr. Grace Confalone (12 aflevering., 2016 - 2022)

- Bibsys: 3116147
- Biblioteca Nacional de España: XX1297373
- Bibliothèque nationale de France: cb14039464v (data)
- Gemeinsame Normdatei: 1062341511
- International Standard Name Identifier: 0000 0000 8186 9736
- Library of Congress Control Number: no96058680
- Nationale Bibliotheek van Tsjechië: pna2010578131
- Nationale Bibliotheek van Israël: 987007434611105171
- SNAC: w60p5kck
- Système universitaire de documentation: 119104202
- Virtual International Authority File: 117895990
- WorldCat: E39PBJkMD7dtHVTwK6vHdXFYfq